# Luzsénszky Félix
Luzsinai és rigliczai báró Luzsénszky Félix, Luzsénszky Bódog Sándor Benő (Kassa, 1856. február 23. – Budapest, Józsefváros, 1921. április 15.) állami uradalmi ispán Battonyán, földbirtokos, magánzó.

## Élete
Luzsénszky József báró és Szirmay Lujza grófnő fia. A 7. osztrák-magyar huszárezred tisztje volt Boszniában, később kilépett a hadseregből. 1899 őszén ment ki Transvaalba, hogy részt vegyen a búrok hősies önvédelmi harcában és mint a magyar kommandó vitéz parancsnoka több nagy ütközetben részt vett és meg is sebesült. Hazájába 1900 novemberében visszaérkezve, Clair Vilmos, a Felsőmagyarországi Közművelődési Egyesület főtitkára kiséretében, felolvasó körútra indult az országban. A felolvasások tiszta jövedelmének felét a felső-magyarországi közművelődési egyesület kulturális céljaira ajánlotta fel. 1917-ben örökbefogadta Szentesy Alfonzot. 1917. december 23-án Budapesten, a Ferencvárosban házasságot kötött a nála 27 évvel fiatalabb Liptay Anna Juliannával, Liptay József és Záborszky Róza lányával.
Élményeiből a hirlapok közöltek cikkeket, a Magyar Szalon (1900. A magyarok Transvaalban.) Felolvasásai a lapokban és önállóan is megjelentek.